# Cardenal-nebot
Un cardenal-nebot és un cardenal elevat per un papa que és el seu oncle, o, de manera general, un parent. La pràctica de crear cardenals-nebots es va originar a l'edat mitjana, i va tenir el seu moment d'esplendor durant el segle xvi i el segle xvii. La paraula nepotisme es refereix originalment i específica a aquesta pràctica.